# Actinomycetaceae
Actinomycetaceae — родина актинобактерій порядку актиноміцет (Actinomycetales).

## Характеристика
Спори утворюються на прямих або спірально закручених гілках-спороносцях. Спори формуються одночасно на всій довжині спороносця; утворюються довгі ланцюжки, в яких міститься від 30 до 50 спор.

## Систематика
Роди:
- Actinobaculum Lawson et al. 1997
- Actinomyces Harz 1877
- Arcanobacterium Collins et al. 1983 emend. Yassin et al. 2011
- Mobiluncus Spiegel and Roberts 1984 emend. Hoyles et al. 2004
- Trueperella Yassin et al. 2011
- Varibaculum Hall et al. 2003